# Montegrosso d'Asti
Montegrosso d'Asti, (Mungròss en piemontès) és un municipi situat al territori de la província d'Asti, a la regió del Piemont (Itàlia).
Limita amb els municipis d'Agliano Terme, Castelnuovo Calcea, Costigliole d'Asti, Isola d'Asti, Mombercelli, Montaldo Scarampi, Rocca d'Arazzo i Vigliano d'Asti.
Pertanyen al municipi les frazioni de Basolo, Biolla, Boscogrande, Bricco Monti, Gallareto, Gorra, Messadio, Moroni, Palazzo, Santo Stefano, Tana, Valenzano, Vallumida i Giaccone.

## Galeria fotogràfica

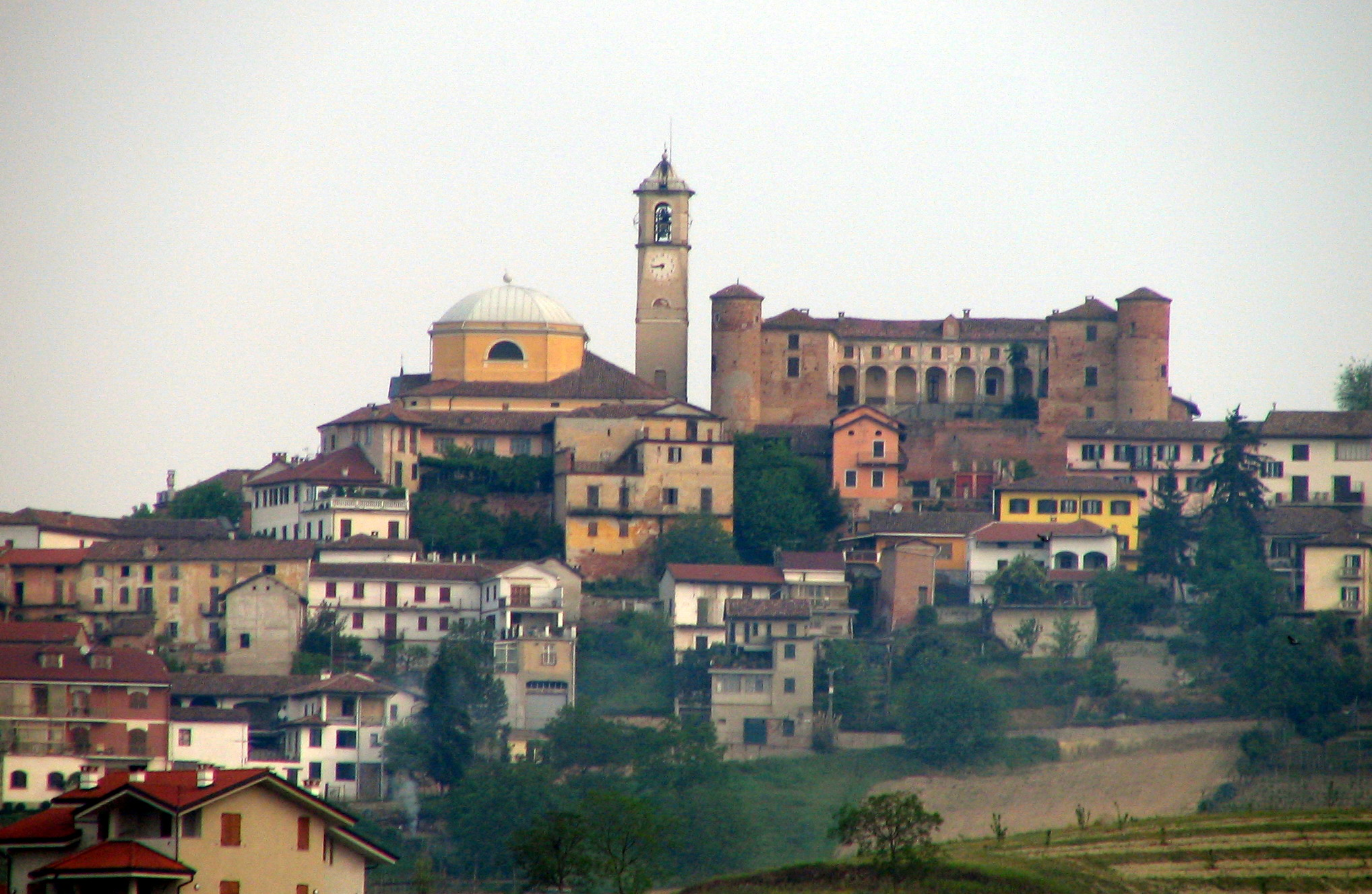
Vista del poble
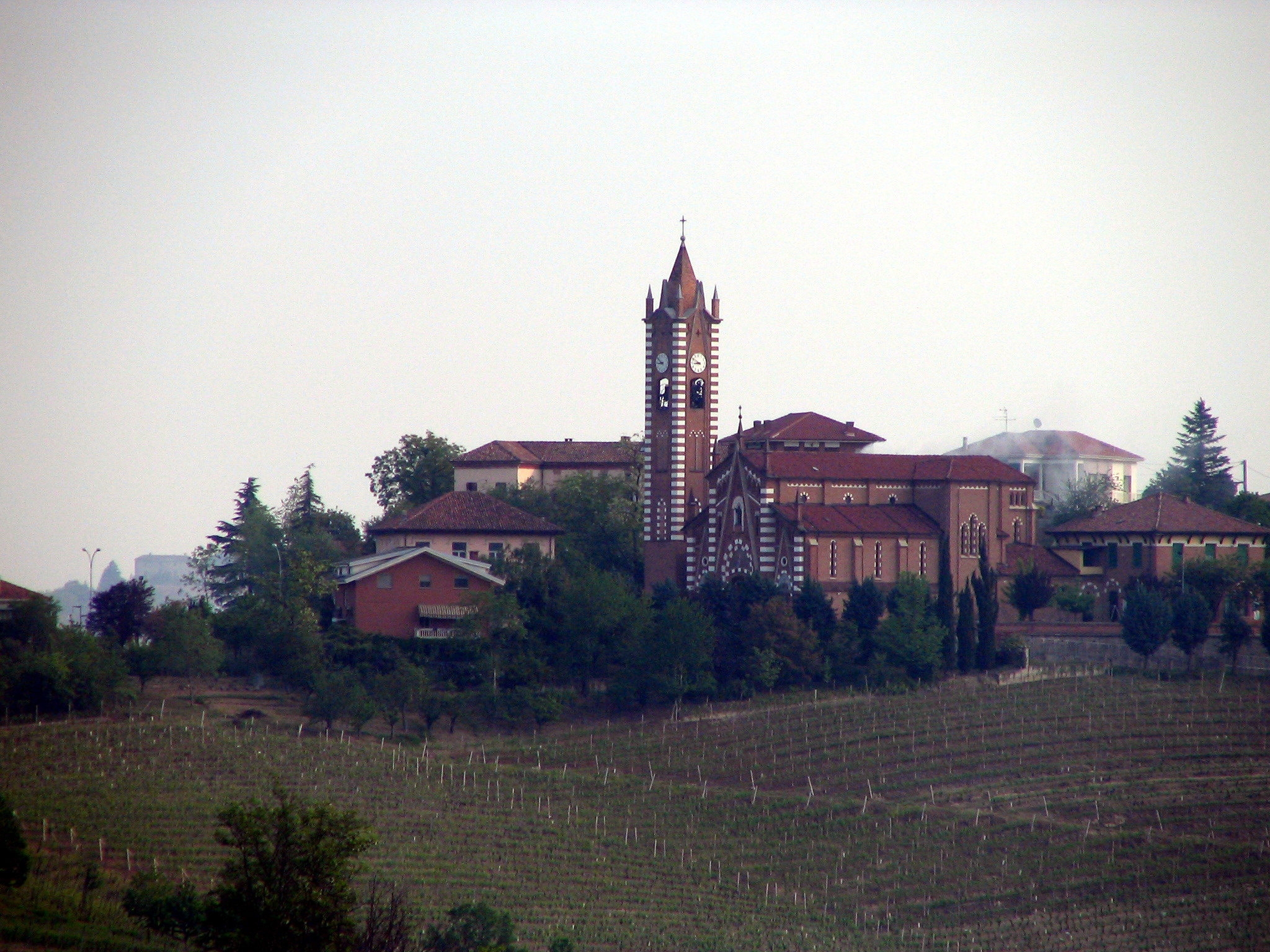
Sant Esteve di Montegrosso